# 第二次リマンの戦い
第二次リマンの戦い（だいにじリマンのたたかい、英語: Second Battle of Lyman）は、2022年ロシアのウクライナ侵攻下のウクライナ軍のハルキウ方面の反攻において、2022年9月10日から10月2日まで続いたドネツィク州リマンでの二度目の戦闘である。9月30日頃に、ウクライナ軍がリマンに接近して、ロシア軍の補給路を1本のみを残して遮断し、10月1日にリマンを奪還した。

## 背景
ロシアは侵攻開始から1ヶ月でルハーンシク州の93パーセントを占領したと主張し、同州のセヴェロドネツィクとリシチャンシクがウクライナの戦略的に重要な抵抗地として残り、ロシアのセヴェロドネツィク占領計画は北のルビージュネと南のポパスナでの軍事的な成功にかかっていた。5月6日頃には、ロシア軍がルビージュネの60パーセントを占領したとされ、セヴェロドネツィクに対して砲撃が行われた。翌日にはウクライナ軍の第128独立山岳強襲旅団が攻勢をかけ、クレミンナから6から10キロメートルのところまで後退させたものの、5月12日にはロシア軍がルビージュネとヴォセヴォディフカを占領した。
リマンの南では、5月中旬にドネツ川の戦いが起き、ウクライナ軍がロシア軍の渡河作戦を頓挫させ、ロシア軍は400から485人が死傷した。
しかし、5月27日、ウクライナ国防省がリマンの支配をめぐる戦いが依然として進行中であり、ウクライナ軍が南西地区と北東地区を確保しているとしたが、他のウクライナ当局は中心部を含めてリマンのほとんどを失陥したと認め、さらにイギリスも5月27日頃にロシア軍がリマンの大部分を占領したとした。

## 起端
9月3日、ウクライナ軍がドネツ川を渡り、6月以降で初めて川の向こう岸のオゼルネを奪還し、9月5日には、リマンからわずか15キロメートルのスターリィ・カラヴァンに入った。

## 戦闘
ウクライナ軍は、ハルキウ方面の反転攻勢において、クプヤンシクとイジュームを奪還し、リマンの南部郊外に到達したと発表し、9月10日、軍事装備がリマンに送られ、郊外で戦闘が始まった。イーゴリ・ギルキンは、ロシア軍が撤退し、ルガンスク人民共和国（LPR）軍とドネツク人民共和国（DPR）軍がリマンの森林地帯を防衛しているとした。ウクライナ軍はリマン包囲のために南、東、西、北西、のちに北から動いていたが、ロシア軍はリマン防衛部隊として、特殊作戦軍予備役兵で構成されるBARS-13とBARS-16分遣隊（後者はクバン分遣隊）を配置した。9月30日頃には、ロシアの従軍記者Semyon Pegov (aka WarGonzo)は、リマンに向かう高速道路がウクライナ軍に遮断され、ロシア軍にとって極めて困難な状況であるとし、BARS-13分遣隊と第752親衛自動車化狙撃連隊がドロブイシェべ周辺とリマン内部を防衛していると指摘した。10月1日、ロシア軍が撤退し、ウクライナ軍がリマンの入口標識にウクライナ国旗を掲揚した。

### リマンの包囲
ロシア軍は市内を固めてはいたが、ウクライナ軍は9月半ば頃から郊外を攻略、9月30日までにリマンを包囲していった。9月30日ロシアのプーチン大統領がウクライナの東部等4州の併合を宣言することになっており、ためにプーチンが面子のために軍の撤退を認めず、死守をこの日まで命じ続けたのではないかと、東京大学先端科学技術研究センターの小泉悠は考えている。

### リマンの陥落とロシア軍の撤退
ロシア軍5,000人がリマン市内に閉じ込められているとされていたが、10月1日午後ロシアはリマンの失陥を認めた。ウクライナ東部作戦管区報道官Serhii Cherevatyiは、ロシア軍が包囲されているとし、ウクライナ領のドンバス地方の解放に向けた新たな一歩となるゆえにリマン奪還が重要であると発言した。ウクライナのリマン奪還は、ロシア大統領ウラジーミル・プーチンがモスクワの式典でドンバス地方を含むウクライナ4州併合の宣言後に起きた形となり、アメリカの退役将軍ベン・ホッジスは、プーチンの宣言が違法であり、実施できないという光明をもたらすと発言した。
10月1日遅くには、ロシアの情報筋はロシア軍がリマンからクレミンナを含む東部に撤退したとし、ウクライナの情報筋もまたロシア軍が撤退し、一部が後方に残ったものの進軍するウクライナ軍に掃討されたとした。イギリス国防省はロシア軍が包囲から性急に撤退したため、深刻な損失を受けたと分析している。撤退するロシア軍の大部分が東部のより小さい孤立地帯に閉じ込められ、一部のロシア部隊が主要部隊との接点を失い、近隣の森に逃亡したという。また、これら急激な撤退のために、ロシア軍は多数の兵器を破壊していく余裕もなく、そのまま使えるような形で放棄していったという。
10月2日、ウクライナ大統領ウォロディミル・ゼレンスキーは、リマンを完全に奪還したと発言した。

## 余波
ウクライナ軍が鉄道の重要拠点を確保し、ドネツィク州の北部（ドネツ川の左岸）の掃討作戦が可能となった。